# Tony Dye
Anthony Scott Dye (San Jose, 11 febbraio 1990) è un ex giocatore di football americano statunitense che ha militato nel ruolo di defensive back nella National Football League (NFL). Al college giocò a football a UCLA.

## Carriera

### Cincinnati Bengals
Dye firmò come free agent il 2 maggio 2012 coi Cincinnati Bengals, dopo non esser stato scelto al draft NFL 2012. Il 31 agosto a causa di un grave infortunio alla caviglia venne inserito nella lista infortunati saltando l'intera stagione. Il 31 agosto 2013 venne svincolato, per poi firmare con la squadra d'allenamento il 24 settembre. Il 16 novembre venne promosso in prima squadra, debuttando il giorno seguente come professionista contro i Cleveland Browns. Il 12 dicembre venne svincolato. Chiuse la stagione con una sola partita e un solo tackle.

### Oakland Raiders
Il 14 gennaio 2014 firmò come riserva futura con gli Oakland Raiders.

## Statistiche
| Partite totali      | 1 |
| Partite da titolare | 0 |
| Tackle totali       | 1 |
| Sack                | 0 |
| Intercetti          | 0 |
| Fumble forzati      | 0 |

## Vita privata
Il fratello Troy Dye gioca nei Minnesota Vikings.